# Västmanlands mellersta domsagas tingslag
Västmanlands mellersta domsagas tingslag var ett tingslag i Västmanlands län i Västmanlands mellersta domsaga. Tingsställen var Norberg, Fagersta och Västerås.
Tingslaget bildades 1948 av Gamla Norbergs tingslag och Siende och Norrbo tingslag.
Tingslaget uppgick den 1 januari 1971 i Västmanlands mellersta tingsrätt.

## Ingående områden

### Socknarna i häraderna
- Vagnsbro härad
- Norrbo härad
- Tuhundra härad
- Siende härad
- Yttertjurbo härad
- Gamla Norbergs bergslag

### Kommuner (från 1952)
- Västerfärnebo landskommun
- Dingtuna landskommun
- Skultuna landskommun
- Tillberga landskommun
- Kungsåra landskommun
- Fagersta stad
- Norbergs köping